# Albert Vilijam Here
Albert Vilijam Kristijan Teodor Here (енгл. Albert William Christian Theodore Herre, 16. septembar 1868 − 16. januar 1962) bio je američki ihtiolog i lihenolog.
Albert je rođen 1868. godine u gradu Tolido, u američkoj saveznoj državi Ohajo.
Bio je alumnus Univerziteta Stanford, gde je 1903. diplomirao botaniku. Nakon osnovnih akademskih studija, nastavlja školovanje na istom univerzitetu gde brani magistarski rad a potom i doktorat iz ihtiologije.
Albert je preminuo u Santa Kruzu u Kaliforniji 1962. godine.

## Rad na Filipinima
Albert V. Herre je možda bio najpoznatiji po svom taksonomskom radu na Filipinima, gde je bio šef ribarstva Biroa za nauku u Manili od 1919. do 1928. godine. U periodu dok je bio u Birou za nauku ostrvske vlade Filipinskih ostrva (kojima su tada upravljale Sjedinjene Američke Države), Herre je bio zaslužen za otkrivanje i opisivanje mnogih novih vrsta riba.

## Nasleđe
Here se upotrebljava u naučnom imenu vrste gekona, Lepidodactylus herrei, koji je endemičan za Filipine.

## Izabrana dela
- Herre, A. W. (1927). „Gobies of the Philippines and the China sea”. The Philippine Bureau of Science, Monographic Publications on Fishes. Manila:Bureau of Printing. 23: 78.
- Herre, A. W. (1925). „Notes on Philippine Sharks, II. The great white shark, the whale shark, and the cat sharks and their allies in the Philippines”. Philippine Journal of Fisheries. Manila:Bureau of Printing. 26 (1): 113—129.
- Herre, A. W. (1924). „Distribution of the true fresh-water fishes in Philippines I: The Philippine Cyprinidae”. Philippine Journal of Science. Manila:Bureau of Printing. 24 (3): 249—307.